# Ardashir I
Ardashīr I (in persiano اردشیر‎, traslitterato anche Ardaxšīr, anche noto come Artaserse I; 180 – febbraio 241) è stato il fondatore della dinastia sasanide, che regnò in Persia dal III al VII secolo. Fu Shahanshah dei Sasanidi dal 224 al 241.

## Biografia

### Conquista della Persia

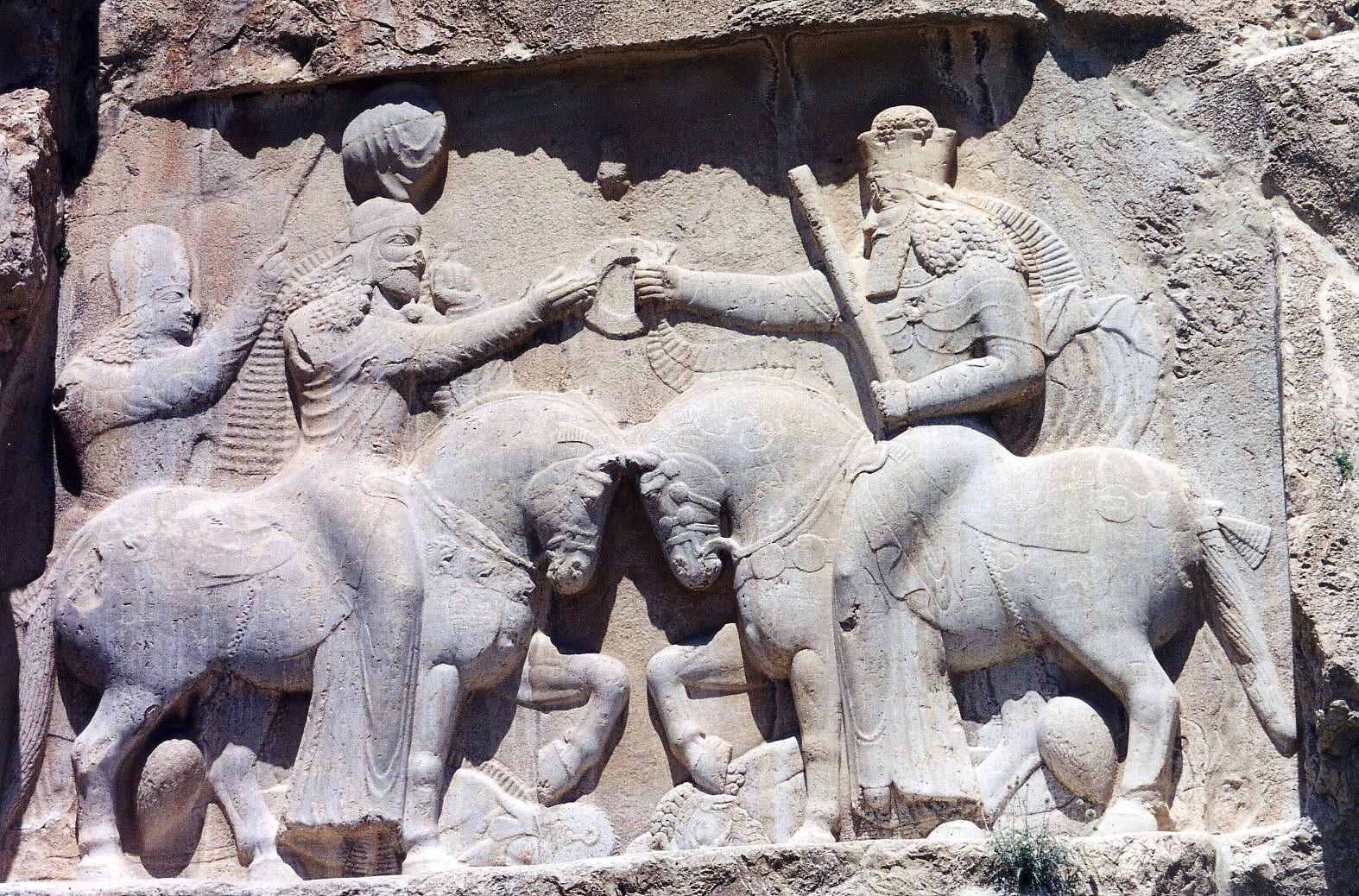
Rilievo rupestre raffigurante l'investitura di Ardashir I da parte del dio Ahura Mazdā (presso Naqsh-i-Rustam)

Alla fine del II secolo, quando Ardashīr nacque, l'impero arsacide era suddiviso in vari regni vassalli dello scià dotati di ampia autonomia. Uno di essi era il regno di Istakhr (presso Persepoli, nel Fars) governato da Gochihr, di cui era vassallo Papak (Pāpağ, anche Pāpak o Babak), padre adottivo di Ardashīr (infatti indicato come Ardashīr Pāpagān, in persiano اردشیر بابکان‎). Papak divenne re dopo avere ucciso Gochihr e nominò il figlio maggiore Sapore suo successore, nonostante l'opposizione dello scià. Ardashīr fu nominato argabad, sovrintendente militare, di Darabgerd (oggi Darab, Iran) e presto iniziò una serie di guerre contro i regni vicini che sconfisse e sottomise.
Alla morte di Papak Ardashīr contese il potere al fratello Sapore che infine eliminò, assumendo il titolo di re nel 208. Dopo avere domato una rivolta a Darabgerd si lanciò alla conquista delle province di Isfahan e Kerman e stabilì la sua capitale a Guz (oggi Firuzabad, in Iran) chiamandola Ardashīr-Khurreh, la gloria di Ardashīr, una città a pianta perfettamente circolare del diametro di 1950 m i cui resti sono ancora visibili.
La sua attività espansionistica attirò l'attenzione di Artabano IV, Gran Re dell'impero partico, che marciò contro di lui nel settembre del 224 e si scontrò in battaglia a Hormizdeghan. Artabano fu ucciso e la maggior parte dell'aristocrazia persiana passò allora a fianco di Ardashīr, che completò la conquista delle province occidentali dell'impero. Nel 226 entrò a Ctesifonte e si fece incoronare Shahanshah (re dei re) prendendo il nome di Dariardashīr (Dario Ardashīr), segnando l'inizio dell'impero sasanide. Nel 228 sconfisse e uccise Vologase VI, ponendo definitivamente fine all'impero dei Parti e, per rafforzare la sua successione, ne sposò la figlia superstite Murrod.

### Organizzazione del regno

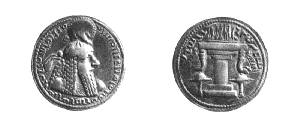
Moneta d'argento di Ardashīr I. Sul rovescio è raffigurato un altare del fuoco, simbolo zoroastriano.

Il richiamo a Dario e alla dinastia achemenide simboleggiava la volontà da parte di Ardashīr di stabilire una continuità tra quello che fu il primo impero centrato politicamente in Persia e il secondo, ovvero l'impero sasanide. Era anche l'annuncio di un preciso programma politico: restaurazione della cultura e della tradizione persiane precedenti Alessandro Magno; centralizzazione del potere contro il decentramento e l'autonomia di fatto delle province dell'epoca parta, sul modello di Dario; adozione dello Zoroastrismo quale religione di Stato, che portò alla persecuzione degli altri culti, specialmente del Cristianesimo dopo che divenne religione di Stato a Roma; abbandono dell'Ellenismo tipicamente seleucide e partico.
Nella tradizione zoroastriana Ardashīr è ricordato come saggio e celebrato in un libro scritto nel V secolo, il Karnamag-i Ardashir (Libro degli atti di Ardashīr).

### Campagne militari
Richiamandosi alla storia achemenide, Ardashīr rivendicava anche la sovranità sui territori dell'antico impero persiano fino al mare Egeo e alla Propontide, che erano però sotto il dominio romano, sicché lo scontro con Roma (e in seguito Costantinopoli) divenne inevitabile.
Nonostante una soluzione diplomatica offerta dall'imperatore romano Alessandro Severo, i Persiani penetrarono in Mesopotamia cercando senza riuscirvi di conquistare Nisibis, e forse compiendo anche brevi incursioni in Siria e Cappadocia. I Romani organizzarono allora una spedizione, con il sostegno del regno d'Armenia, e invasero la Media (oggi regione di Hamadan, Iran) nel 232 puntando alla capitale Ctesifonte, già diverse volte catturata al tempo dei Parti. Ardashīr riuscì a respingere l'assalto a prezzo di numerose perdite, il che lo convinse a mettere da parte temporaneamente le sue mire sulla costa mediterranea e a concentrarsi nel consolidamento del suo potere a oriente.
La guerra riprese nel 238, quando Ardashīr, approfittando della guerra civile scoppiata a Roma, invase ancora la Mesopotamia con l'aiuto del figlio Sapore I. Dopo la conquista di Nisibis e Carre Ardashīr associò al trono Sapore, nominandolo re dei re.
Nel 240 vinse e distrusse l'impero Kusana, recuperando tutti i territori corrispondenti alle antiche satrapie orientali achemenidi.
Morì nel 241, lasciando al figlio un impero ancora da consolidare e la prospettiva di un nuovo conflitto con i Romani.